# 北京中医薬大学
北京中医薬大学（ペキンちゅういやくだいがく、簡体字： 北京中医药大学）とは、中華人民共和国北京市にある伝統中国医学の国立医科大学である。国家重点大学と211工程の指定を受けている。
また、東京都文京区に「北京中医薬大学日本校」があったが、日本の文科省に承認された大学（一条校）や専修学校ではなく、私塾であった。#日本中医学院を参照。

## 歴史
- 1956年、北京中医学院（Beijing College of Traditional Chinese Medicine）として設立[1]。
- 1960年、国家重点大学の指定を受ける。
- 2000年、北京針灸骨傷学院と合併し、北京中医薬大学に改組[1]。

## 学部
- 基礎医学院
- 人文学院
- 鍼灸学院
- 管理学院
- 護理学院 (看護)
- 国際学院
- 臨床医学院
- 中薬学院

### 付属病院
- 東直門医院(574床) - 北京市東城区
- 東方医院(638床) - 北京市豊台区
- 望京医院（500床）- 北京市朝陽区

## 日本中医学院
北京中医薬大学が提携する、日本において中医学を教育する機関である。その前身は、平成３年（1991年）11月に設立された「北京中医薬大学継続教育日本分校」である。2002年に「北京中医薬大学日本校」に、2018年1月より「日本中医学院」に校名が変更された。日本の伝統医学志向の強まりと中国の中医薬の国際化の施策が合致して生まれたものである。

## 注
1. 1 2 3  “学校簡介”.   北京中医薬大学. 2014年3月12日閲覧。